# Dampiera anonyma
Dampiera anonyma är en tvåhjärtbladig växtart som beskrevs av Lepschi och Trudgen. Dampiera anonyma ingår i släktet Dampiera, och familjen Goodeniaceae. Inga underarter finns listade i Catalogue of Life.